# Tenancingo de Degollado
Tenancingo de Degollado, también conocida como «la Estrella del Sur»", es una ciudad mexicana ubicada al sur del Estado de México y cabecera municipal del Municipio de Tenancingo a una distancia de 1 hora de Toluca y 2 de la Ciudad de México. Tenancingo de Degollado fue elevada a rango de ciudad desde el 14 de marzo de 1887.

## Toponimia
El topónimo actual procede del náhuatl donde el término tenām(itl) significa 'cercado de una ciudad', que al perder el afijo /-itl/, tomando a su vez el sufijo diminutivo -tzin y mutando la -m en n por asimilación fonética, para formar el término Tenāntzintli 'pequeña muralla'. Este nombre junto con la postposición -co 'en, (lugar)'; interpretando así la palabra tenān-tzin-co que quiere decir 'Lugar de la pequeña fortaleza, en las murallas pequeñas'. En español la palabra Tenāntzinco se adapta como Tenancingo. El topónimo original era Ptichïï [ptiʧɨː] de origen matlatzinca.

## Glifo
De acuerdo a los jeroglíficos contenidos en la parte posterior de la hoja núm. 10 del Códice Mendocino, representa los pueblos conquistados por Axayácatl: tiene un rectángulo que sirve de marco a tres coronas circulares que están separadas entre sí, sobre él descansan tres figuras equitativamente dimensionales escalonadas de derecha a izquierda, cada una de ellas tiene una abertura rectangular en el centro, y asemeja un pasadizo que invita a introducirse a la misma. Es una forma artificial que representa una cenefa que remata en tres almenas, que en lenguaje náhuatl significa tenamitl “Murallita”, su contorno está pintado de color azul y su interior de color rojo. La forma descrita se encuentra posada sobre el tronco y las extremidades inferiores de un macehualli de tez bronceada, que tiene en la cintura un blanco ceñidor, Iztacnecuitlapiloni, especie de faja larga que cuelga por delante y por detrás, vestimenta utilizada para cubrir las partes prudentes de su cuerpo, de acuerdo a su colocación se le atribuye el término tzintli, que quiere decir “Pequeña".

## Clima
Tomando en cuenta al climatólogo Köppen, la región tenancinguense presenta un clima CW (templado con lluvias en verano).
Tomando en cuenta las isoyetas anuales de Tenancingo, se tiene un promedio de precipitación que va de 1000 a 1500 mm.; año con año se presenta un periodo de lluvias de convección en verano y parte del otoño, el subsecuente periodo de tiempo es seco, con una temperatura media anual de 34.5 °C., y precipitación media anual de 1200 mm.

## Gastronomía
Obispo
La Feria del Obispo se celebra anualmente del 2 al 4 de agosto desde el año 2004. Recibe la visita de miles personas del municipio y de otros aledaños como Toluca.
El “Obispo”, platillo típico de Tenancingo, es un embutido a base de carne de cerdo; lo hay en dos clases, el normal y el especial, este último, se elabora adicionado con diversas y finas semillas, tales como pasas, piñones, almendras, entre otros, pero el sabor y el gusto indiscutible lo dan los llamados “sesos” de cerdo.
Es así que desde el año 2004, a instancias del ayuntamiento en curso dieron inició con mucho éxito a la feria del Obispo con el fin de difundir el turismo en sus diversas ramas, pero principalmente, en la rica gama gastronómica que esta ciudad ofrece.
Pan de Teco (Tecomatlán)
La Feria de Pan de Teco se celebra cada 8 de marzo desde el año 2019
San Miguel Tecomatlán es una comunidad del Municipio de Tenancingo, se destaca por la elaboración de su tan conocido pan artesanal que es sumamente exquisito, y único en la región.
Este producto es totalmente nativo del poblado y hay gran variedad de pan de distintas formas, aunque la forma circular es la típica, olores y sabores, así mismo los ingredientes con los que se elabora este producto son muy variados, pero la base para elaborar es la misma que la de cualquier otro pan, así como el proceso de cocción. Este pan es el producto de la combinación de harina, agua y levadura, amasado y horneado.
Actualmente el pan de Tecomatlán puede encontrarse en diversos mercados de diferentes localidades y municipios.
“Así, panes “de fiesta”, naturales, de chocolate, de crema, de queso; al igual que “gorditas de nata”, “cocoles” y “cerditos de piloncillo”, son algunos de los productos que se elaboran en Tecomatlán y se distribuyen en los mercados aledaños.

## Rebozo Artesanía típica
Tenancingo es la cuna del Rebozo.
Desde hace ya varios años, la producción de rebozos es una de las actividades más importantes de la localidad de Tenancingo y actualmente es el segundo productor de rebozos de bolita, exportando estas prendas a muchos lugares de la república, Estados Unidos, España y Francia.
Anteriormente los rebozos se hacían en telares de otate o de cintura, aunque poco a poco esta técnica va desapareciendo y estos telares tradicionales están casi en desuso. Los telares de pedales son lo que predominan en esta región. Para los telares de pedales se usan solamente fibras de algodón.
Los rebozos de Tenancingo tienen varios nombres dependiendo de sus diseños y colores, encontramos lo llamados palomos que son azules con blanco; los listados son negros con rayas que pueden ser azules, cafés o rojos; los granizados suelen ser azules con puntos en blanco; los jamoncillos tienen colores amoratados o púrpuras; por último, tenemos los calandrios que se llaman así por los tonos ocre de los que están confeccionados.

## Batalla de Tenancingo
La batalla de Tenancingo fue una acción militar de la guerra de Independencia de México, efectuada el 22 de enero de 1812, en la actual localidad de Tenancingo de Degollado, Estado de México. Los insurgentes comandados por el general José María Morelos y Pavón lograron derrotar a las fuerzas realistas comandadas por el general Rosendo Porlier y Asteguieta muy cerca de las casas de la población.
Porlier había tomado la población, pero desde el sur el general Morelos llegó en auxilio de las poblaciones de Tenango y Zitácuaro. Porlier libró en aquel entonces la batalla de Tecualoya contra Hermenegildo Galeana, en la que salió victorioso. Las fuerzas realistas marcharon entonces con dirección a Tenancingo hasta que presentaron batalla con Morelos. Morelos logró realizar una buena ofensiva y salió victorioso en la contienda. A pesar de haber logrado ganar la batalla, Morelos no prosiguió su marcha a la capital pues después de la batalla de Zitácuaro la Suprema Junta Nacional Gubernativa se dio a la fuga.

## Festividades
Las festividades de mayor importancia para la cabecera municipal son:
- La Feria del Obispo, se celebra anualmente del 2 al 4 de agosto. Recibe la visita de miles personas del municipio y de otros aledaños como Toluca.
- La Feria del Rebozo, se celebra anualmente del 6 al 8 de septiembre, Tenancingo es la cuna del rebozo. Una de las ferias más importantes, se trata de un producto artesanal y desde hace cientos de años se elabora.
- La Feria de Pan de Teco, se celebra cada 8 de marzo desde el año 2019.
- La Feria del Jarro. Es uno de los eventos más coloridos y llamativos del municipio. Se realiza anualmente, inicia cada miércoles de ceniza y tiene una duración de 8 días, aunque en ocasiones se prolonga más días, en ella se exhiben artesanías de barro, cerámica y porcelana. Este evento reúne a artesanos del municipio y de otros aledaños, así como de diversos estados de la república.
- El 8 de Diciembre dedicado a la Inmaculada Concepción en la Santa Iglesia Catedral. Es la principal feria municipal, se realiza en el centro de Tenancingo, en el Jardín Morelos y las calles continuas a la presidencia municipal.
- Los desfiles de la primavera y del 20 de noviembre, a los que acuden y participan decenas de miles de personas del y fuera del municipio.
- El 4 de octubre, dedicado a San Francisco de Asís en la parroquia de la misma advocación. Además de estas, sobresalen las celebraciones realizadas en cada uno de los barrios que integran la cabecera, así como de las comunidades aledañas destacando:
  - San Miguel Tecomatlán, el 29 de septiembre.
  - Santa Ana Ixtlahuatzingo, el 27 de julio.
  - La comunidad de Tepalcatepec, el 15 de agosto.
  - Barrio La Campana, el 3 de mayo.

## Centros turísticos
Entre los principales destacan: 
- La zona centro de la cabecera municipal, cada una de las capillas y parques cercanos, sin dejar de fuera la catedral y demás edificios de interés.
- La comunidad de El Carmen a 5 kilómetros al sureste de la cabecera, donde se encuentra el Convento de Nuestra Señora del Carmen.

Entre sus centros turísticos se encuentra el Monumento a Cristo Rey de Tenancingo, haciendo su esplendor en el cerro más cercano a la ciudad, al norte de la Basílica de San Clemente (El Calvario hoy en día Catedral). Además del Parque nacional Desierto del Carmenel cual es visitado por miles de peregrinos que vienen de diferentes partes del estado, especialmente en el mes de julio que es la fiesta religiosa en ese lugar y que está catalogado como área natural protegida en la categoría de parque nacional por su gran belleza escénica. El Parque Hermenegildo Galeana, considerado como uno de los favoritos para los amantes del turismo de naturaleza cuenta con imponentes bosques y zonas de camping. La zona arqueológica La Malinche que desde hace un par de años ofrece actividades de turismo de aventura, paseo en globo y parapente.

## Monumentos históricos
En el cerro de la Malinche se pueden observar petrógrabados de la época prehispánica, además de tallas sobre roca como: la Cama de Moctezuma II y la Piedra del Sol. Desde este lugar se obtiene una vista panorámica muy agradable de la zona sur del municipio.
Se puede visitar monumentos a Don Miguel Hidalgo y Costilla, Benito Juárez y José María Morelos y Pavón.
Desde el punto de vista eclesiástico, el municipio cuenta con monumentos como son: Cristo Rey en el Cerro de las Tres Marías el cual se ha convertido en un icono para todo el municipio.
De reciente manufactura la «Señora del Rebozo» ubicada en el Jardín Morelos.